# Magic Symphony
Magic Symphony – pierwszy singel promujący album Twilight niemieckiego zespołu Blue System. Został wydany w 1989 roku przez wytwórnię Hansa International.

## Lista utworów
7" (Hansa 112 664) rok 1989
| Nr | Tytuł                          | Długość |
| -- | ------------------------------ | ------- |
| 1. | Magic Symphony (Radio Version) | 3:35    |
| 2. | Magic Symphony (Instrumental)  | 3:35    |

12" (Hansa 612 664) (BMG) rok 1989
| Nr | Tytuł                          | Długość |
| -- | ------------------------------ | ------- |
| 1. | Magic Symphony (Long Version)  | 5:31    |
| 2. | Magic Symphony (Radio Version) | 3:35    |
| 3. | Magic Symphony (Instrumental)  | 3:35    |

CD 3" (Hansa 162 664) (BMG) rok 1989
| Nr | Tytuł                          | Długość |
| -- | ------------------------------ | ------- |
| 1. | Magic Symphony (Radio Version) | 3:35    |
| 2. | Magic Symphony (Instrumental)  | 3:35    |

CD 5" (Hansa 662 664) (BMG) rok 1989
| Nr | Tytuł                          | Długość |
| -- | ------------------------------ | ------- |
| 1. | Magic Symphony (Long Version)  | 5:31    |
| 2. | Magic Symphony (Radio Version) | 3:35    |
| 3. | Magic Symphony (Instrumental)  | 3:35    |

## Lista przebojów (1989)
| Państwo    | Szczytowe Miejsce |
| ---------- | ----------------- |
| Niemcy     | 10                |
| Austria    | 23                |
| Szwajcaria | 21                |

## Autorzy
- Muzyka: Dieter Bohlen
- Autor Tekstów: Dieter Bohlen
- Wokalista: Dieter Bohlen
- Producent: Dieter Bohlen
- Aranżacja: Dieter Bohlen
- Współproducent: Luis Rodriguez